# Mrs. Parker e il circolo vizioso
Mrs. Parker e il circolo vizioso (Mrs. Parker and the Vicious Circle) è un film del 1994 diretto da Alan Rudolph, ispirato alla vita della scrittrice newyorkese Dorothy Parker.
È stato presentato in concorso al 47º Festival di Cannes.

## Trama
Negli Stati Uniti nel periodo del proibizionismo, nell'hotel Algonquin avvengono gli incontri di un gruppo di intellettuali (gruppo denominato il "Circolo vizioso") nel quale emerge Dorothy Parker, scrittrice di buon successo. Separata da un marito tossicomane, trova consolazione nell'amicizia disinteressata di Robert Benchley, collega alla redazione della rivista Vanity Fair. Dopo che il "Circolo vizioso" ha realizzato, con successo, uno spettacolo teatrale all'insegna della pura improvvisazione, Dorothy conosce Charles Mac Arthur con il quale inizia una relazione che le costerà un abbandono ed un aborto, inacidendo ancor di più il suo carattere pungente e scettico.
In preda alla depressione, Dorothy tenta il suicidio, ma Robert la salva rinunciando però a cimentarsi in una storia d'amore con lei, temendo una sconfitta che non potrebbe sopportare. Poiché l'amore sembra a loro negato la donna passa da un amante all'altro e l'uomo frequenta case di tolleranza. Vari anni dopo, nel 1945, Dorothy mentre è impegnata in una sceneggiatura cinematografica apprende che Robert è morto di cirrosi epatica: è un altro colpo per lei che tenta di riprendersi anche tramite la psicoanalisi, ma non trova cure al male oscuro che la divora. Nel 1958 a New York, invecchiata e più sola che mai, riceve un importante premio letterario.